# Mali otok (otok)
Mali otok je nenaseljeni otočić u hrvatskom dijelu Jadranskog mora.
Njegova površina iznosi 0,01 km². Dužina obalne crte iznosi 0,39 km.